# Шапур I
Шапур I Велики (известен и като Сапор I) е втори владетел от Сасанидската династия на Персия.

## Живот
Син е на шах Ардашир I и царица Мирод. Титулува се Цар на царете, Владетел на Иран и Не-Иран. Управлението му трае от 240\2 г. – 270\2 г., през което постига значителни победи във войната с Римската империя. Нахлува в Армения и Сирия, побеждава император Гордиан III и сключва изгоден мир с Филип I Араб. По-късно отново атакува Сирия, а през 260 г. пленява император Валериан I с част от армията му.
Шапур издига множество паметници, с които величае успехите си. Основава град Нишапур.